# Зариньш, Индулис
Индулис Августович За́риньш (латыш. Indulis Zariņš; 1929—1997) — латышский, советский художник-живописец, педагог. Народный художник СССР (1986). Лауреат Ленинской премии (1980).

## Биография
Индулис Зариньш родился 18 июня 1929 года в Риге в семье ремесленника Аугуста Зариньша.
В 1941 году вместе с семьёй был сослан в Томскую область РСФСР. Жил в Нарыме и Сыктывкаре (1941—1947). Окончил неполную среднюю школу, работал сортировщиком на фабрике, помощником декоратора в Драматическом театре Коми АССР и актёром Театра кукол.
В Латвию вернулся в 1947 году. В 1952 году окончил Рижскую художественную школу имени Я. Розентала, а в 1958 — с отличием, отделение живописи Латвийской государственной академии художеств по мастерской Э. Ф. Калныньша. Дипломная работа «С работы».
Участник художественных выставок с 1956 года.
Работал преподавателем в Рижской художественной школе имени Я. Розентала и на подготовительных курсах Латвийской государственной академии художеств (1958—1962), педагогом на кафедре живописи Латвийской государственной академии художеств (1962—1972), руководителем мастерской монументальной живописи (с 1972). С 1988 года — ректор, с 1974 — профессор.
Член Союза художников Латвии (с 1960)..
Действительный член АХ СССР (1978). Почётный член Королевской академии художеств.
Член КПСС с 1964 года. Народный депутат СССР от Академии художеств СССР.
Умер 13 апреля 1997 года в Риге. Похоронен на Лесном кладбище.

## Награды и звания
- Заслуженный деятель искусств Латвийской ССР (1965)
- Народный художник Латвийской ССР (1977)
- Народный художник СССР (1986)
- Ленинская премия (1980) — за картины «Весна 1945 года», «Уходя на войну» («За Советскую власть»), «Песня жатвы», портрет Т. Э. Залькална
- Государственная премия Латвийской ССР (1967)
- Золотая медаль ВДНХ (1969)
- Серебряная медаль М. Б. Грекова (1968)

## Творчество
Принимал участие в выставках с 1956 года. Для работ художника характерны акцентирование нюансов, экспрессивный колорит, контрастные цвета. В 1960-х — 1970-х годах особенно заметно влияние «сурового стиля», темами картин были преимущественно люди труда, строители социализма, деятели революции и участники гражданской войны. Также писал портреты, натюрморты, переносил на полотна впечатления от дальних поездок или прочитанных книг. Нередко осознанно шёл на слияние жанров.
Наиболее известные работы: «Какая высота!» (1958), триптих «Солдаты революции» (1962—1965), «Метель» (1968), «Портрет художника Бориса Берзиня» (1964), «Каспар и Кристап» (1969), «Кубический натюрморт» (1973), «Флоренция» (1967), «Рим» (1980), «Дон Кихот» (1979), «Автопортрет» (1980), «Художник Лео Свемпс в студии» (1987), два цикла картин посвящённых Латышским стрелкам.
Роспись потолка по мотивам сюжета пьесы Я. Райниса «Огонь и ночь» в Театральном музее (1974). Монументально-декоративные работы: фрески (темпера) — «Год 1919 — год 1969» (Мемориальный памятник-музей Латышским красным стрелкам, Рига, 1969), плафон зрительного зала (Мемориальный дом-музей Народного артиста СССР, режиссёра Э. Я. Смильгиса, Рига, совместно с другими, 1974).
Иллюстрации книги любовной лирики Л. Лайцена «Хо-Тай» (1968). Иллюстрировал и оформлял книги для Латвийского государственного издательства, плакаты на политические и спортивные темы.

## Сотрудничество с КГБ
20 декабря 2018 года Национальный архив Латвии опубликовал часть ранее засекреченных документов КГБ Латвийской ССР (так называемые «мешки ЧК», или картотека агентов КГБ). В числе агентов КГБ значится ст. преподаватель Академии художеств Зариньш Индулис Августович, завербованный 15 марта 1945 года в Коми АССР. Оперативный псевдоним художника был «Онегин». На момент публикации в документах архива не раскрывались обстоятельства вербовки и степень реального сотрудничества со спецслужбой.